# Stefanie Köhle
Stefanie Köhle (Zams, 6 juni 1986) is een Oostenrijkse voormalige alpineskiester.

## Carrière
Bij haar wereldbekerdebuut, in oktober 2007 in Sölden, scoorde Köhle direct haar eerste wereldbekerpunten. In maart 2009 behaalde de Oostenrijkse in Åre haar eerste toptienklassering in een wereldbekerwedstrijd. Vijf jaar na haar debuut stond Köhle in Sölden voor de eerste maal op het podium van een wereldbekerwedstrijd.

## Resultaten

### Wereldbeker

#### Eindklasseringen
| Seizoen   | Algm | AD ! | RS  | SG  | SC  |
| --------- | ---- | ---- | --- | --- | --- |
| 2007/2008 | 116e | –    | 47e | –   | –   |
| 2008/2009 | 45e  | 42e  | 21e | 32e | 18e |
| 2009/2010 | 69e  | –    | 22e | 39e | 45e |
| 2010/2011 | 74e  | –    | 23e | –   | 42e |
| 2011/2012 | 35e  | –    | 11e | 31e | –   |
| 2012/2013 | 35e  | –    | 13e | 25e | –   |
| 2013/2014 | 76e  | –    | 49e | 26e | –   |